# Pigalak (film)
Pigalak (ang. Hustle) – amerykański film kryminalny z 1975 roku w reżyserii Roberta Aldricha, oparty na powieści City of Angels Steve'a Shagana.

## Główne role
- Burt Reynolds – Porucznik Phil Gaines
- Catherine Deneuve – Nicole Britton
- Ben Johnson – Marty Hollinger
- Paul Winfield – Sierżant Louis Belgrave
- Eileen Brennan – Paula Hollinger
- Eddie Albert – Leo Sellers, skorumpowany prawnik
- Ernest Borgnine – Santuro
- Jack Carter – Herbie Dalitz
- Colleen Brennan – Gloria Hollinger

## Fabuła
Phil Gaines jest porucznikiem policji w Los Angeles, który pakuje się w tarapaty. Teraz prowadzi śledztwo w sprawie morderstwa nastolatki. Dochodzenie komplikuje jego relacje z Nicole – prostytutką, która zamieszana jest w sprawę. Jeden z jej klientów Leo Sellers jest głównym podejrzanym. Na dodatek sprawę komplikuje ojciec ofiary, który prowadzi prywatne śledztwo.